# Veillonellaceae
Famille
Les Veillonellaceae forment une famille de bactéries de la classe des Negativicutes dans le phylum Bacillota.

## Taxonomie
Le nom correct complet (avec auteur) de ce taxon est Veillonellaceae Rogosa 1971.
Le genre type est : Veillonella Prévot 1933.

### Étymologie
L'étymologie de cette famille Veillonellaceae est la suivante : N.L. fem. dim. n. Veillonella, genre type de la famille; L. fem. pl. n. suff. -aceae, suffixe définissant une famille; N.L. fem. pl. n. Veillonellaceae, la famille des Veillonella.

### Liste des genres valides
Selon LPSN (27 juin 2023), la famille Veillonellaceae comprend 7 genres publiés de manière valide :
- Allisonella Garner et al. 2003
- Anaeroglobus Carlier et al. 2002
- Dialister (ex Bergey et al. 1923) Moore & Moore 1994
- Megasphaera Rogosa 1971
- Negativicoccus Marchandin et al. 2010
- Quinella Krumholz et al. 1993
- Veillonella Prévot 1933

### Genres publiés de manière non valide
Selon LPSN (27 juin 2023), cette famille comprend au moins 4 genres publiés de manière non valide et dont les noms ne sont pas considérés comme corrects mais comme préférés. Ce sont les suivants :
- "Caecibacter" Ricaboni et al. 2017
- "Colibacter" Mailhe et al. 2017
- "Massilibacillus" Tidjani Alou et al. 2017
- "Psychrosinus" Sattley et al. 2008